# Свердловина 1-К курорту «Любінь Великий»
Свердлови́на 1-К куро́рту «Лю́бінь Вели́кий» — гідрологічна пам'ятка природи місцевого значення в Україні. Розташована в межах Городоцького району Львівської області, в смт Великий Любінь (вул. Львівська, 16), на території Парку курорту «Великий Любінь». 
Площа 0,25 га. Статус надано 1984 року. Перебуває у віданні адміністрації курорту «Великий Любінь». 
Статус надано з метою збереження свердловини мінеральної води сірководневого типу. Вода за хімічним складом сульфідна. 